# Feketecsőrű gólya
A feketecsőrű gólya (Ciconia boyciana) a madarak (Aves) osztályának a gólyaalakúak (Ciconiiformes) rendjébe, ezen belül a gólyafélék (Ciconiidae) családjába tartozó faj.

## Rendszerezése
A fajt Robert Swinhoe angol ornitológus írta le 1873-ban.

## Előfordulása
Délkelet-Ázsiában, Szibéria, Mandzsúria, Japán, a Koreai-félsziget és a Fülöp-szigetek területén honos.  Természetes élőhelyei a mérsékelt övi erdők, édesvizű mocsarak és tavak, valamint szikes lagúnák. Vonuló faj.

## Megjelenése
Testhossza 115 centiméter, a szárnyfesztávolsága 200 centiméter, testtömege pedig 5 kilogramm. A testének nagy része piszkosfehér, szárnya és faroktollai feketék, lába piros. A csőre viszont fekete, ebben különbözik a hozzá nagyon hasonlító fehér gólyától.
|  |  |

## Életmódja
A nedves réteken, vizes élőhelyeken keresgél nagyobb rovarok, ebihalak, békák után, de elfogyasztja az apró rágcsálókat, halakat és kígyókat is.

## Szaporodása
Megközelítőleg 1 méter átmérőjű fészküket ágakból építik. A fészekalj 4-5 tojásból áll.

## Természetvédelmi helyzete
Az elterjedési területe még nagyon nagy, de csökken, egyedszáma 1000-2499 példány közötti és gyorsan csökken. A Természetvédelmi Világszövetség Vörös listáján veszélyeztetett fajként szerepel.
Összehangolt tenyésztéssel próbálják meg megmenteni a fajt. Európában az Európai Állatkertek és Akváriumok Szövetsége felügyelete alá tartozó Európai Veszélyeztetett Fajok Programja (EEP) keretében tenyésztik a faj egyedeit.